# Linia kolejowa nr 124
Linia kolejowa nr 124 – jednotorowa, szerokotorowa, niezelektryfikowana, drugorzędna linia łącząca stacje Medyka i Chałupki Medyckie. Odbywa się na niej ruch towarowy.